# Danny Trejo
Daniel "Danny" Trejo, (Echo Park, Kalifornija,16. svibnja 1944.), je američki glumac. Uglavnom glumi u filmovima redatelja Roberta Rodrigueza. Posuđuje glas vođi Kubanske bande Umbertu Robini u seriji videoigara Grand Theft Auto.

## Životopis
Trejo je odrastao u kriminalnom miljeu kao član uličnih bandi i bio je ovisnik o drogama. Ta ovisnost utjecala je na činjenicu da ga je policija hapsila nekoliko puta još kao tinejdžera. Tijekom izdržavanja zatvorske kazne u zatvoru San Quentin počinje se baviti boksom i postaje vremenom profesionalni boksač. Sudjelovao je u programu Anonimnih narkomana za odvikavanje od droga. Na jednom od ovih sastanaka upoznaje mladića koji je imao kontakte u filmskoj industriji i koji mu pomaže dobiti ulogu u filmu Andreja Konchalovskog Runaway Train, što je bio uvod u njegovu filmsku karijeru. 

## Filmografija (izbor)
- Death Race 2 (2011.)
- Depredadores (2010.)
- Machete (2010.)
- Saint John of Las Vegas (2009.)
- Fanboys (2008.)
- Smiley Face (2007.)
- Grindhouse (2007.)
- Halloween (2007.)
- The Devil's Rejects (2005.)
- The Crow: Wicked Player (2005.)
- Anchorman: The Legend of Ron Burgundy (2004.)
- Once Upon a Time in Mexico (2003.)
- Spy Kids 3-D: Game Over (2003.)
- 'The Salton Seal (2002.)
- Spy Kids 2: The Island of Lost Dreams (2002.)
- 13 Moons (2002.)
- Bubble Boy (2001.)
- Spy Kids (2001.)
- Animal Factory (2000.)
- Reindeer Games (2000.)
- Van Damme's Inferno (1999.)
- The Replacement Killers (1998.)
- Six Days Seven Nights (1998.)
- Con Air (1997.)
- Anaconda (1997.)
- From Dusk Till Dawn (1996.)
- Desperado (1995.)
- Heat (1995.)
- Blood In, Blood Out (1993.)
- Runaway Train (1985.)

## Vanjske poveznice
- Danny Trejo u internetskoj bazi filmova IMDb-u (engl.)
- Profil na Myspace stranici